# Корольков, Иван Фёдорович
Иван Фёдорович Корольков (25 марта 1906, Митьково, Смоленская губерния — 22 марта 1979, Москва) — капитан Советской Армии, участник Великой Отечественной войны, Герой Советского Союза (1944).

## Биография
Иван Корольков родился 25 марта 1906 года в деревне Митьково. После окончания неполной средней школы работал помощником начальника, начальником железнодорожной станции. В 1928—1930 годах проходил службу в Рабоче-крестьянской Красной Армии. В октябре 1942 года повторно был призван в армию. С декабря того же года — на фронтах Великой Отечественной войны. В боях три раза был ранен и контужен. К марту 1944 года гвардии младший сержант Иван Корольков был автоматчиком мотострелкового батальона 21-й гвардейской механизированной бригады 8-го гвардейского механизированного корпуса 1-й танковой армии 1-го Украинского фронта. В марте 1944 года вступил в ряды ВКП(б). Отличился во время форсирования Днестра.
23 марта 1944 года И. Ф. Корольков в числе первых в бригаде под массированным вражеским огнём переправился через Днестр в районе села Репужинцы Заставновского района Черновицкой области Украинской ССР и принял активное участие в захвате и удержании плацдарма на его правом берегу. Участвовал в отражении трёх ожесточённых атак численно превосходящего противника, сумев удержаться на занятых позициях до подхода основных сил.
Указом Президиума Верховного Совета СССР от 26 апреля 1944 года за «мужество и героизм, проявленные при форсировании Днестра и удержании плацдарма на его западном берегу», гвардии младший сержант Иван Корольков был удостоен высокого звания Героя Советского Союза с вручением ордена Ленина и медали «Золотая Звезда» за номером 2420.
После окончания войны продолжил службу в Советской Армии. Окончил Ленинградское Краснознамённое училище военных сообщений имени М. В. Фрунзе. В 1953 году в звании капитана был уволен в запас. Проживал в Москве, работал в Университете Дружбы народов. Умер 22 марта 1979 года, похоронен на Востряковском кладбище Москвы (участок 132).

## Награды
- медаль «Золотая Звезда» (№ 2420) Героя Советского Союза и орден Ленина (26.04.1944)
- орден Красной Звезды (16.09.1944)
- медали, в том числе:
  - «За отвагу» (31.10.1943)
  - «За победу над Германией» (09.05.1945)
  - «За боевые заслуги» (19.11.1951).

## Память
Именем И. Ф. Королькова названа улица в Заставне.

## Комментарии
1. ↑  Деревня Митьково, находящаяся примерно в 1 км к западу от Котово[2], входила в состав Духовщинского уезда[3]. Позднее деревня относилась к Пречистенскому району[4], к Жарковскому району[5][6], ныне — в Бельском районе Тверской области. Ряд источников указывают иную административно-территориальную принадлежность Митьково: на дату рождения — Бельский район Калининской области[7], Жарковский район Тверской области[1][8], нынешнюю — Жарковский район Тверской области[7], Духовщинский район Смоленской области[8].
2. ↑  Постановлением Правительства Москвы № 349 от 25.04.1995 «Об утверждении в статусе памятников истории воинских захоронений на кладбищах г. Москвы» № 349 от 25.04.1995 г. могила И. Ф. Королькова признана памятником истории регионального значения (рег. № 771610630900005)[9].